# جون سوندرز
جون سوندرز (بالإنجليزية: John Saunders)‏ (1 ديسمبر 1950 في المملكة المتحدة - 4 يناير 1998) هو لاعب كرة قدم بريطاني في مركز الدفاع. لعب مع نادي بارنسلي ونادي دونكاستر روفرز وهدرسفيلد تاون ووركشوب تاون ‏ ولينكولن سيتي أف سي ونادي مانسفيلد تاون.